# Mountlake Terrace
Mountlake Terrace és una població dels Estats Units a l'estat de Washington. Segons el cens del July 1, 2008 tenia 19.912 habitants.

## Demografia
Segons el cens del 2000, Mountlake Terrace tenia 20.362 habitants, 7.962 habitatges, i 5.016 famílies. La densitat de població era de 1.946 habitants per km².
L'edat mediana era de 34 anys. Per cada 100 dones de 18 o més anys hi havia 98 homes.
La renda mediana per habitatge era de 47.238 $ i la renda mediana per família de 52.117 $. Els homes tenien una renda mediana de 37.421 $ mentre que les dones 28.796 $. La renda per capita de la població era de 21.566 $. Cap de les famílies estaven per davall del llindar de pobresa.

## Poblacions més properes
El següent diagrama mostra les poblacions més properes.